# Michael Kimmelman
Michael Kimmelman (* 8. května 1958) je americký novinář, umělecký kritik a klavírista. Narodil se v newyorské čtvrti Greenwich Village, kde také prožil dětství. Nejprve studoval na Yaleově univerzitě a později na Harvardově univerzitě, kde získal titul v oboru dějin umění. Rovněž studoval hru na klavír. Koncem osmdesátých let začal přispívat do The New York Times. Později se zde stal hlavním uměleckým kritikem.